# Buenas noches, Buenos Aires
Buenas noches, Buenos Aires es una película filmada en colores de Argentina dirigida por Hugo del Carril según el guion de Rodolfo Manuel Taboada que se estrenó el 1 de octubre de 1964 y tuvo como protagonistas a Beba Bidart, Hugo del Carril, Néstor Fabián y Ramona Galarza. Colaboró en la coreografía Víctor Ayos.

## Sinopsis
Espectáculo musical basado en la comedia del mismo nombre.

## Reparto
Participaron del filme los siguientes intérpretes:
- Beba Bidart como Nicanora
- Hugo del Carril
- Néstor Fabián
- Ramona Galarza
- Ambar La Fox
- Susy Leiva como Carlota
- Los Cantores de Salavina
- Virginia Luque
- Tito Lusiardo
- Mariano Mores
- Palito Ortega
- Antonio Prieto
- Pedrito Rico
- Violeta Rivas
- Jorge Sobral
- Julio Sosa como Firulete
- Aníbal Troilo
- Argentinita Vélez
- Ubaldo Martínez como Don Ubaldo
- Constanza Hool
- Víctor Ayos
- Enzo Viena
- Roberto Grela
- Carlos Lastra …Conjunto Los Cantores de Quilla Huasi
- Oscar Valles …Conjunto Los Cantores de Quilla Huasi
- Ramón Núñez …Conjunto Los Cantores de Quilla Huasi
- Roberto Palmer …Conjunto Los Cantores de Quilla Huasi
- Estela Raval …Conjunto Los Cinco Latinos
- Ricardo Romero …Conjunto Los Cinco Latinos
- Héctor Buonsanti …Conjunto Los Cinco Latinos
- Mariano Crisiglione …Conjunto Los Cinco Latinos
- Carlos Antinori …Conjunto Los Cinco Latinos

## Comentarios
La Nación dijo sobre el filme:

”Construido con un encomiable sentido del espectáculo, constituye una experiencia interesante, novedosa para nuestra cinematografía.”

La Prensa opinó en su crónica:

”Es cierto que se han gastado muchos millones de pesos, pero ello no es en sí un mérito sino una inversión con vistas a mercados de moneda fuerte, porque la película trata de ser solamente comercial…Del Carril insiste en los temas tangueros, en lamentar que haya pasado el tiempo, y repite el mismo personaje interpretado por él sin matices.”

Por su parte, Manrupe y Portela escriben:

”Gran superproducción musical que tomó la mayoría de sus cuadros de la revista teatral del mismo nombre presentada por Del Carril y Mariano Mores en el Teatro Astral un año antes. Un éxito de boletería considerable que hoy sirve para ver a varias figuras de comienzos de los ’60 insertos en una estética decididamente kitsch. Fue la única aparición cinematográfica del cantor Julio Sosa. Se usaron dibujos animados para vincular algunas escenas.”